# Strawbs
 (juin 2018).
The Strawbs est un groupe rock progressif britannique originaire d'Angleterre. 
Bien qu'ils aient commencé comme groupe bluegrass et folk sous le nom des Strawberry Hill Boys, ils finirent par passer à d'autres styles tels que le folk rock et le rock progressif (après avoir simplifié leur nom pour Strawbs), avant de revenir à leurs racines folk (Acoustic Strawbs).
Ils sont surtout connus pour leur hit Part of the Union, qui atteint le numéro deux dans les palmarès britanniques en février 1973, ainsi que pour Lay Down, un succès populaire du même album, Bursting at the Seams. Les Strawbs ont également fait une tournée avec Supertramp à l'époque de leur album Crime of the Century en 1974, alors qu'eux-mêmes faisaient la promotion de Hero and Heroine.

## Premières années
Les Strawbs se forment en 1964 sous le nom de The Strawberry Hill Boys, tandis que les membres fondateurs étudiaient toujours au St Mary's Teacher Training College, à Strawberry Hill, en banlieue de Londres. Le nom est raccourci à Strawbs pour un concert de juin 1967, dans lequel ils veulent afficher le nom du groupe sur la scène. Leur leader est l'auteur-compositeur le plus actif du groupe, Dave Cousins à la guitare, au dulcimer, au banjo et au chant (né David Joseph Hindson, le 7 janvier 1945 à Hounslow, Middlesex), qui forme la première mouture du groupe avec Tony Hooper (né Anthony Hooper le 14 septembre 1943) à la guitare et au chant, et Ron Chesterman (né Ronald George Arthur Chesterman le 27 novembre 1939 et décédé le 16 mars 2007), à la contrebasse.
Bien que le groupe ait commencé par jouer du bluegrass, son répertoire évolue vite vers le folk, ce qui favorise l'émergence d'un style original (avec Dave Cousins comme principal compositeur). Au Danemark, en 1967, les Strawbs (Cousins, Tony Hooper et Ron Chesterman) enregistrent avec la chanteuse et guitariste Sandy Denny 13 chansons pour un premier album, Sandy Denny and The Strawbs: All Our Own Work. Il n'est apparemment pas publié au Danemark, et le groupe naissant ne pourra obtenir de contrat d'enregistrement au Royaume-Uni avant 1968. Entretemps, Sandy Denny a quitté les Strawbs pour rejoindre Fairport Convention et l'album restera sur les tablettes jusqu'à ce qu'il soit finalement publié sur le label Pickwick Hallmark, au Royaume-Uni, en 1973.
Les Strawbs sont le premier groupe britannique à signer un contrat d'enregistrement avec A&M Records, pour enregistrer leur premier single, Oh How She Changed/Or Am I Dreaming en 1968, produit et arrangé par Gus Dudgeon et Tony Visconti, qui travailleraient également sur leur premier album, Strawbs (1969). Il sera suivi d'un deuxième single, aussi produit en 1968, The Man Who Called Himself Jesus/Poor Jimmy Wilson. Entre le premier et le deuxième album sur A&M en 1969, un sample, Strawberry Music Sampler No. 1, est enregistré. Selon la réédition en CD de 2001, seulement 99 exemplaires du vinyle original sont pressés. Le deuxième album du groupe, Dragonfly, est enregistré et sort en 1970, avec la chanson-titre, sur laquelle Dave Cousins joue le dulcimer, accompagné par Clare Deniz au violoncelle, Tony Visconti à la flûte à bec, et Ron Chesterman à la contrebasse. On retrouve Rick Wakeman au piano sur la chanson The Vision of the Lady of the Lake.

## Rick Wakeman
Après ce premier contact entre le claviériste et le groupe, Wakeman devient ainsi officiellement membre à part entière des Strawbs sur leur troisième album, Just a Collection of Antiques and Curios, partiellement enregistré en concert au Queen Elizabeth Hall, le 11 juillet 1970 et sur lequel on retrouve aussi deux autres nouveaux musiciens dans la formation, Richard Hudson à la batterie, au chant et au sitar et John Ford à la basse, guitare et au chant, tous les deux sont des ex-Velvet Opera. À la suite de ce concert, le Melody Maker titre : Tomorrow's Superstar en référence à Wakeman,. Celui-ci reste avec les Strawbs pour un autre album, From the Witchwood, puis part rejoindre Yes. Rick confiait alors à la presse : « Je suis sûr que nous allons tous bénéficier de la scission parce que nous commencions à faire beaucoup de compromis sur des idées en musique. Nous utilisions la moitié de mes idées et la moitié des idées des autres membres du groupe - et je ne pense pas que cela aidait ce qui allait finir par ressortir de tout ça puisque nous avons fini par manquer de défis. »
Il est remplacé par Blue Weaver, qui a joué avec Amen Corner et Fair Weather. Cette formation des Strawbs produit ce que beaucoup considèrent comme l'archétype des albums dans leur discographie, Grave New World, avant un autre changement dans la formation avec le départ du membre fondateur Tony Hooper, remplacé par le guitariste plus rock David Lambert, anciennement de Fire et le King Earl Boogie Band.

## Succès populaire
L'arrivée de Lambert en 1972 coïncide avec un mouvement du groupe vers un son plus rock pour leur prochain album, Bursting at the Seams. Le premier single de l'album, Lay Down, entre dans les charts britanniques au numéro 12 suivi par un autre single , Part of the Union, qui monte au numéro 2. L'album atteint également la deuxième place dans les charts et le groupe entreprend une tournée au Royaume-Uni de 52 dates dans des salles de concerts emballées. Le style rock est également mis en évidence par l'album solo de Dave Cousins enregistré cet été-là, Two Weeks Last Summer, avec des invités tels que Roger Glover de Deep Purple, Jon Hiseman de Colosseum ainsi que Rick Wakeman à l'orgue et au piano.
Cependant, au cours d'une tournée américaine, les tensions se sont creusées entre le groupe et Richard Hudson et John Ford, qui ont quitté pour enregistrer leur propre matériel, d'abord comme Hudson Ford, puis plus tard comme The Monks et High Society. Blue Weaver quitte également le groupe et rejoint Mott the Hoople en tournée en 1973 avant de se joindre aux Bee Gees à partir de 1975 jusqu'en 1979.
Puis Cousins et Lambert reconstruisent le groupe, ajoutant John Hawken (anciennement de The Nashville Teens et Renaissance) aux claviers, Rod Coombes à la batterie anciennement avec Stealers Wheel et, finalement, Chas Cronk à la basse. Cette formation enregistre l'album Hero & Heroine en 1974 ainsi que Ghosts en 1975 et a tendance à se concentrer sur le marché nord-américain avec relativement peu de tournées au Royaume-Uni. Les Strawbs conservent encore une grande base de fans aujourd'hui aux États-Unis et au Canada. Hero & Heroine a été sacré disque platine au Canada, et les deux albums se sont extrêmement bien vendus aux États-Unis. L'album suivant, Nomadness, enregistré sans leur claviériste John Hawken a moins de succès et est leur dernier pour A&M Records. Hawken ayant quitté, on fait appel à des claviéristes extérieurs pour le remplacer temporairement, John Mealing, Tommy Eyre, John Lumley-Saville et Rick Wakeman furent ainsi appelés à jouer sur l'une ou l'autre des pièces de l'album.
Dans une critique du magazine Rolling Stone en 1974, Ken Barnes écrivait : « Les Strawbs sont passés d'un style folklorique à un son luxuriant, majestueux et dominé par des mellotrons, leur apportant des similitudes avec Yes, King Crimson et Moody Blues. Quoiqu'ils écrivent des chansons contenant plus de substances que les deux groupes précités et possédait plus de forces au niveau lyrique et musical que les Moody Blues. »
Signés sur le label Oyster de Deep Purple, ils enregistrent deux autres albums, Deep Cuts et Burning for You, avec deux claviéristes remplaçant, soit Robert Kirby également connu pour ses arrangements de cordes et John Mealing du groupe jazz rock If. Le batteur Rod Coombes est remplacé par Tony Fernandez, connu pour avoir travaillé sur les albums solo de Rick Wakeman. Le nouvel album, Deadlines, parait cette fois sur le label Arista Records. Bien que l'enregistrement soit terminé pour un autre album, Heartbreak Hill mettant en vedette Andy Richards aux claviers, la décision de Cousins en 1980 de quitter le groupe pour travailler à la radio signifiait la disparition des Strawbs et l'album restera sur les tablettes avant de voir le jour en 1995. Dave Cousins en profite pour enregistrer un nouvel album solo avec Brian Willoughby, Old School Songs sorti en 1980, enregistré à l'ancienne maison de John Lennon « Tittenhurst Park » transformé en studio d'enregistrement et qui appartenait à l'époque à Ringo Starr qui leur avait gracieusement prêté les studios. Sur cet album, Dave et Brian reprennent de vieilles chansons des Strawbs, Grace Darling, Lay Down, I've Been My Own Worst Friend, The Battle et The Hangman and the Papist ainsi que Josephine, For Better or for Worse. Le guitariste Dave Lambert en profite pour enregistrer son premier album solo, Framed, avec le claviériste et producteur canadien Robbie Buchanan, les bassistes John Entwistle et Leland Sklar, le batteur américain Denny Seiwell etc, et qui sera publié en 1980.

## Retour
Les retrouvailles lors de l'émission de télévision Gas Tank, animée par Rick Wakeman, en 1983, donnent lieu à une invitation pour une reformation en tête du Cambridge Folk Festival de 1983. La formation qui avait joué sur l'album Grave New World avec en plus Brian Willoughby (qui avait remplacé Lambert à son départ en 1978 lors de la création de Heartbreak Hill, et avait également commencé un partenariat avec Dave Cousins en tant que duo acoustique à partir de 1979) peut ainsi jouer de temps en temps au Royaume-Uni, aux États-Unis et en Europe au cours des prochaines années. Remplaçant Weaver par Chris Parren du groupe Hudson Ford et Ford lui-même, lorsqu'il a déménagé aux États-Unis par le bassiste Rod Demick.
L'année 1993 assiste le groupe en tournée au Royaume-Uni pour son 25e anniversaire, mais les années suivantes se sont révélées plutôt calmes. Jusqu'en 1998, c'est-à-dire lorsque Cousins organisa une fête du 30e anniversaire à Chiswick Park, à Londres, où plusieurs versions différentes du groupe se produisent. La formation finale de la soirée, pour l'album Bursting at the Seams avec en plus Brian Willoughby - devient la version actuelle du groupe, avec des tournées annuelles en 1999, 2000 et 2001. En 1994, Dave Cousins et Brian Willoughby se retrouvent afin d'enregistrer à nouveau et cette rencontre donne l'album The Bridge publié en 1994 et sur lequel on retrouve Chas Cronk à la basse et au chant, Rod Demick aussi à la basse et à l'harmonica, Blue Weaver aux claviers, Richard Hudson et Tony Fernandez à la batterie et Mary Hopkin, Roy Hill, Tommy Lundy, Dana Heller aux chœurs.

## Acoustic Strawbs et au-delà
Une blessure au poignet de Dave Cousins coïncidant avec un engagement de Cousins et Willoughby amène Dave Lambert à travailler avec Cousins et Willoughby, qui devient bientôt Acoustic Strawbs, enregistrant l'album Baroque and Roll en 2001. Ce trio commence à tourner régulièrement - d'abord au Royaume-Uni, puis aux États-Unis, au Canada et en Europe. Ainsi les trois guitares des Strawbs Acoustic reproduisant sans effort une grande partie de la majesté et de la profondeur de l'instrumentation plus puissante du groupe habituellement chargée de clavier. En 2002, Dave Cousins et Rick Wakeman enregistrent l'album studio Hummingbird, dont les chansons sont un mélange d'originaux composites, de reprises de chansons des albums des Strawbs et de l'album solo Two Weeks Last Summer de Dave Cousins, ainsi que des compositions instrumentales de Wakeman présentées comme des codas des chansons de Cousins.
Willoughby est remplacé par Chas Cronk après son départ en 2004 pour passer plus de temps à travailler avec sa partenaire, Cathryn Craig. 2004 voit également le retour de la formation électrique de l'album Hero and Heroine, en tournée en tandem avec la formation acoustique, et l'enregistrement de leur premier nouvel album depuis 25 ans, Deja Fou, sur le propre label des Strawbs, Witchwood Recordings.
Puis en 2005, Dave Cousins publie l'album Wakeman and Cousins Live 1988, le premier de la série From The Witchwood Media Archive, un duo de Rick et Dave datant de 1988, alors que Cousins dirigeait le festival DevonAir. Pour l'occasion, Dave Cousins a réservé le groupe de Rick Wakeman pour le premier festival de musique DevonAir, en plus de jouer avec le groupe Rick fait un duo avec Dave et le tout a été enregistré pour la postérité. Toujours en 2005, sort l'album High Seas de David Cousins et Conny Conrad, avec comme invité spécial Rick Wakeman au piano sur Deep In The Darkest Night. En août de la même année, le groupe Strawbs publie l'album Live at Nearfest 2004 avec Dave Cousins et Dave Lambert aux guitares en plus de Chas Cronk à la basse, John Hawken aux claviers et Rod Coombes à la batterie. Et finalement l'année 2005 se termine avec la parution de l'album Painted Sky du groupe Acoustic Strawbs formé du trio Cousins/Lambert/Cronk. Enregistré en deux concerts aux studios Painted Sky en 2004 et 2005, il s'agit du premier album live de la série Cousins/Lambert/Cronk d'Acoustic Strawbs. Produit par Steve Crimmel (qui était responsable de l'excellente sortie Live at Nearfest), c'est une interprétation de certains des ajouts les plus récents au répertoire Acoustic Strawbs, avec l'interaction de la guitare subtilement améliorée par la basse et le pédalier basse Taurus Moog de Chas.

## Groupes relatifs
En 1973, Richard Hudson et John Ford quittent pour former Hudson/Ford, avec Chris Parren aux claviers, Mickey Keen à la guitare et aussi ingénieur du son et Ken Laws à la batterie. Ils ont produit quatre albums, trois pour A&M Records - Nickelodeon, Free Spirit et Worlds Collide - et un quatrième pour CBS - Daylight. Ils produisent également des singles avec Pick Up the Pieces et Burn Baby Burn et ont fait des tournées au Royaume-Uni, aux États-Unis et au Canada.
À la fin des années 1970, Hudson, Ford et Terry Cassidy se joignent à Clive Pearce à la batterie (Hudson joue la guitare, après avoir cessé de jouer la batterie) pour produire l'album de 1979, Bad Habits, sous le nom Les Moines (à ne pas confondre avec le groupe garage/beat des années 1960). L'album engendre un hit numéro 19 dans les charts des singles du Royaume-Uni, Nice Legs, Shame About the Face. Ils jouent de la musique des années 1930 sous le nom de groupe High Society avant de revenir au format pseudo-punk de The Monks pour un album publié au Canada seulement, Suspended Animation, avec l'ajout de Brian Willoughby à la guitare et Chris Parren aux claviers, deux musiciens qui graviteraient éventuellement autour des Strawbs.
Bien que l'album n'ait pas réussi à produire d'autres succès au Royaume-Uni, le groupe The Monks était particulièrement important au Canada, jouant des concerts dans des stades. L'album Suspended Animation est aussi devenu disque de platine au Canada. La réédition du CD de ce dernier album comprend six titres bonus, enregistrés pour un troisième album jamais sortis, par des invités de Hudson, Ford et Cassidy - Huw Gower sur une piste de guitare solo.

## Dernières activités

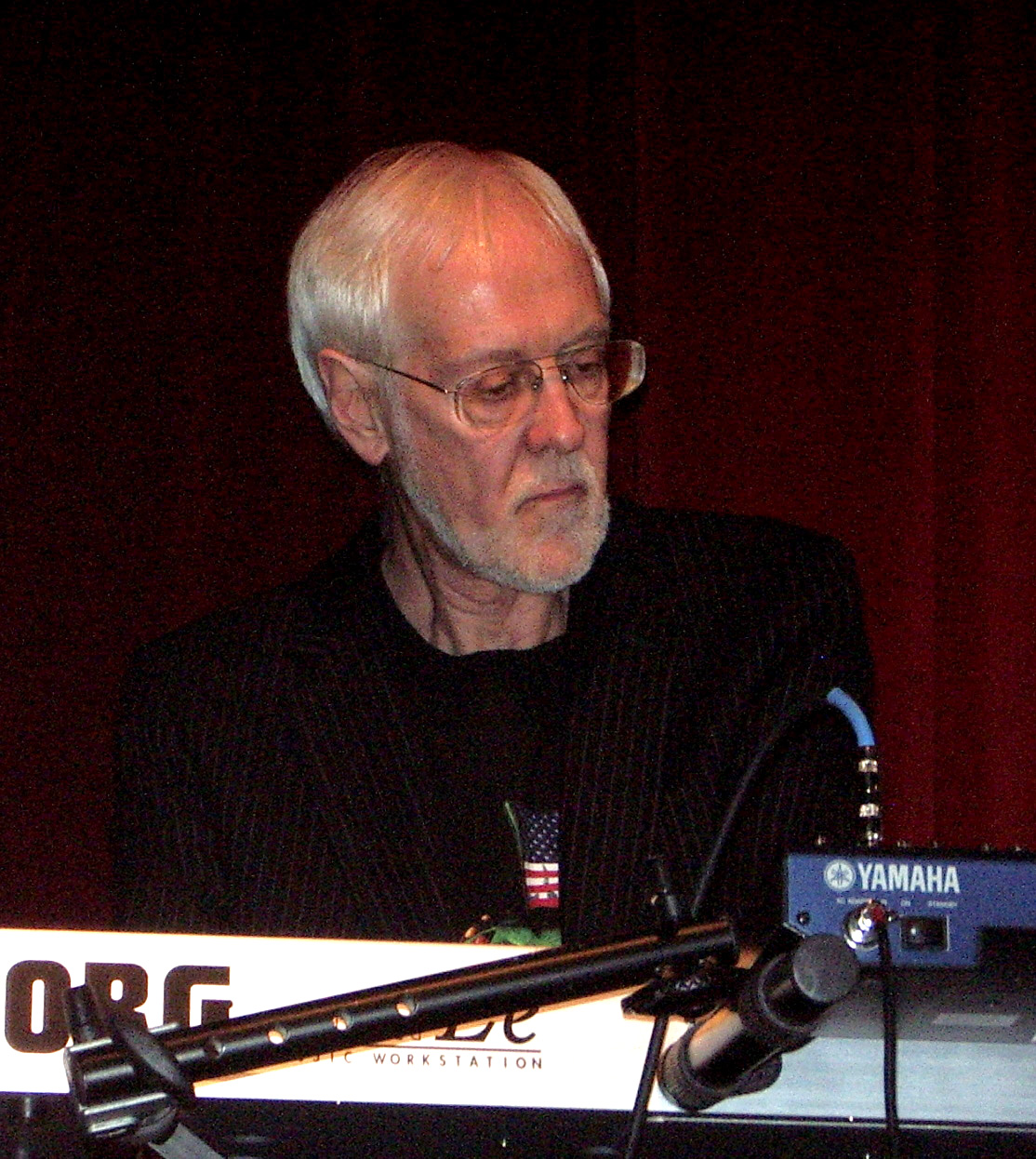
John Hawken en 2008.

Depuis 2007, les Strawbs enregistrent et tournent en deux formats : le format acoustique comprenant Cousins/Lambert/Cronk et aussi la formation Hero & Heroine/Ghosts, avec David Cousins, Dave Lambert, Chas Cronk, Rod Coombes et John Hawken. Cette formation entreprend deux tournées en 2006. La sortie d'un DVD live enregistré au Robin 2, à Bilston en mars 2006, est attendue depuis trop longtemps (retards dus à des difficultés de licence).
Pour cet enregistrement particulier et d'autres concerts sur la même tournée, le chanteur et bassiste John Ford survole New York pour se produire avec les membres de la formation Hero & Heroine. Puis, ils font de nouveau une tournée en 2007 au Royaume-Uni, notamment au Robin 2 (Bilston), aux Stables (Wavendon) et dans plusieurs autres villes du sud et du sud-ouest de l'Angleterre. Cette formation fait également des tournées au Royaume-Uni et aux États-Unis en mai-juin 2008. Après la fin de la tournée américaine, John Hawken annonce son intention de quitter le groupe. Les quatre membres restants (l'alignement Nomadness) continuent comme le noyau des Strawbs électrique. En janvier 2009, il est annoncé qu'Oliver Wakeman jouerait les claviers avec le groupe lors de tournées au Canada, au Royaume-Uni et en Italie.
En automne 2006, Strawbs sort un coffret de 5 CD tant attendu intitulé A Taste of Strawbs. La formation Hero & Heroine/Ghosts enregistre un nouvel album studio, The Broken Hearted Bride, sorti en septembre 2008.
En 2007, en tant que format acoustique en trois parties, ils jouent plusieurs concerts en Europe au printemps, puis les cinq membres de Hero & Heroine se réunissent pour jouer plusieurs concerts en Amérique du Nord fin juin et début juillet, y compris deux apparitions au Festival Stan Rogers en Nouvelle-Écosse. En plus des Strawbs, Dave Cousins a mis sur pied un nouvel ensemble de musiciens (Miller Anderson - guitare, Chas Cronk - basse, Ian Cutler - violon, Chris Hunt - batterie) - initialement pour un spectacle unique dans Deal - connu sous le nom de Blue Angel Orchestra, qui a par la suite joué en 2006 et 2007 à la fête de Noël maintenant annuelle des Strawbs.
Dave Cousins trouve également le temps d'enregistrer un nouvel album solo, The Boy in the Sailor Suit, avec The Blue Angel Orchestra. En 2008, il sort son troisième album solo, Secret Paths, avec le guitariste Melvin Duffy. Parallèlement à l'album, il tourne aux États-Unis au printemps 2008 (rejoint par Ian Cutler pour la première partie de la tournée). Un album live de cette tournée, intitulé Duochrome, est sorti en septembre 2008.
Dave Lambert et Chas Cronk sortent également en avril 2007 un album intitulé Touch the Earth, sur lequel l'ancien batteur des Strawbs Tony Fernandez et le claviériste Andy Richards jouent tous les deux. Le site web du groupe annonce que ni Rod Coombes ni Oliver Wakeman n'étaient disponibles pour les tournées d'octobre et novembre 2010 au Canada et au Royaume-Uni. Pour ces tournées : Tony Fernandez (qui jouait avec les Strawbs sur les albums Deadlines et Heartbreak Hill) remplace à la batterie et John Young aux claviers.
La tournée de novembre 2012 présente une formation composée de Cousins, Lambert, Cronk, Adam Wakeman et Adam Falkner. En février 2014, le groupe joue avec Cousins, Lambert, Cronk, Wakeman et Fernandez. Leur album Prognostic est publié en octobre 2014.
En juin 2015, le magazine Rolling Stone classe Hero and Heroine comme « l'un des 50 meilleurs albums de rock progressif de tous les temps. » En novembre 2015, Dave Cousins publie l'album solo Moving Pictures, enregistré lors de sa seule et unique tournée de concerts aux États-Unis alors qu'il est seul avec sa guitare. Puis en 2017, sort l'album double CD/DVD Strawbs Live In Gettysburg, avec la formation Cousins, Lambert et Cronk, aidé de Dave Bainbridge aux claviers et Tony Fernandez à la batterie. Et l'année se termine en beauté avec la sortie du premier album studio des Strawbs depuis Dancing To The Devil's Beat en 2009, soit le tout nouveau The Ferryman's Curse en novembre 2017.

## Tournée d'adieu
Le groupe a entamé sa tournée d'adieu qui les a mené à la Salle Raoul Jobin, du Palais Montcalm à Québec, le 10 octobre 2018 ; les Strawbs y ont présenté un concert en deux parties, d'abord acoustique puis électrique. Ils en ont profité pour jouer leur dernier album, The Ferrynman's Curse, dans son intégralité pendant la deuxième partie du concert. Le groupe s'est également produit le soir suivant, soit le 11 octobre au Club Soda à Montréal. Une fois la tournée terminée, ils tirèrent leur révérence, après 54 ans à jouer leur musique.

## Settlement
Toutefois et de façon surprenante, en 2021, les Strawbs publient l'album Settlement avec David Cousins et d'anciens et nouveaux musiciens du groupe, Dave Lambert guitare, Chas Cronk basse, Tony Fernandez batterie et Dave Bainbridge claviers, aidés de Cathryn Craig, John Ford et Schalk Joubert, le tout sur le label Cherry Red Records. L'album contient 12 chansons et est produit par Blue Weaver (qui joua avec le groupe immédiatement après le départ de Rick Wakeman) et est disponible sur CD et sous forme de disque vinyle. Mais à cause de la Covid-19, l'album a été enregistré sans qu'aucun des participants ne soit présent avec un autre dans la même pièce ensemble. Références :https://spectrumculture.com/2021/03/30/strawbs-settlement-review/

## Nouvel album en 2023 et problèmes de santé de Dave Cousins
Selon le site officiel des Strawbs, https://www.strawbsweb.co.uk/index0.asp, un nouvel album du groupe est prévu en 2023. Dave Cousins, leader du groupe rock Strawbs, révèle que le travail est en cours pour un nouvel album qui sortira sur le label Esoteric/Cherry Red en 2023.
À la suite des critiques cinq étoiles et du succès retentissant de leur dernier album studio Settlement, les fans du monde entier ont été déçus lorsque la tournée subséquente à la parution de leur dernier album a été annulée à cause d'ennuis de santé de Dave Cousins.
Dave raconte : “En août de l'année dernière, on m'a diagnostiqué une tumeur maligne qui a nécessité une intervention chirurgicale majeure pour la retirer. Mon consultant m'a informé que la période de récupération serait de six mois, raison pour laquelle j'ai dû me retirer de la tournée des Strawbs. Je suis heureux que la procédure ait réussi et je dois exprimer ma gratitude à l'équipe du National Health Service (NHS) qui continue de suivre mes progrès”.
L'album Settlement a été influencé par l'atmosphère étrange des confinements dues à la pandémie de Covid-19. Le nouvel album des Strawbs sera à nouveau produit par Blue Weaver qui dit que certaines chansons qu'il a entendues jusqu'à présent reflètent les défis de l'année écoulée, tandis que d'autres se penchent sur l'incertitude et les troubles sociaux d'aujourd'hui.
Dave Cousins poursuit en disant : “Je voudrais remercier nos amis des Strawbs et les fans pour leur patience et leur compréhension. L'une des nouvelles chansons s'appelle "Wiser Now". Nous le sommes tous”.
Dave Cousins se retire donc des concerts et tournées dans un avenir prévisible en raison de ses problèmes de santé. Après plus de cinquante ans à interpréter ses chansons à travers le monde devant des milliers de fans, une série d'hospitalisations récentes a fait que tous les spectacles acoustiques et électriques du groupe ne se dérouleront pas comme prévu en 2022.
Dave déclare : “Cela a été une année difficile pour moi avec mes problèmes de santé. Cela a commencé fin mars avec une intervention chirurgicale pour un remplacement complet du genou ; six mois plus tard, je pouvais marcher librement pour la première fois depuis plusieurs années. Cependant, en novembre, je suis allé à l'hôpital pour un changement de stent (également appelé prothèse endo-cavitaire ou endoprothèse) de routine. Cela a été rapidement suivi d'une opération prioritaire qui nécessitera une période de récupération indéterminée. J'ai pris conscience que je dois faire passer ma santé en premier”.
Avec les effets néfastes des tournées sur la santé d'un artiste, Dave se concentrera désormais sur l'écriture et l'enregistrement de nouvelles musiques sur le label Esoteric/Cherry Red. Le dernier album du groupe, Settlement, a été acclamé par la critique et a ramené le groupe au sommet des charts du rock progressif et du folk pour la première fois depuis les années 1970.
Dave Cousins termine en disant : “Je souhaite bonne chance à toute la famille élargie des Strawbs pour Noël et le Nouvel An”.

## Un nouvel album des Strawbs dans les bacs des disquaires
Selon le site officiel du groupe (https://www.strawbsweb.co.uk/index0.asp), le nouvel album sera disponible le 14 juillet 2023, il sera intitulé The Magic Of It All. Le nouvel album studio des Strawbs a été enregistré au Cap en 2022. David Cousins, Blue Weaver et John Ford des Strawbs seront de la partie. 
Voici une retranscription de l'article du site officiel sur le nouvel album :
Les Strawbs figuraient en bonne place dans les charts avec les albums Grave New World et Bursting at the Seams il y a cinquante ans, au début des années 1970. Cela a coïncidé avec un moment charnière dans la lutte pour la liberté en Afrique du Sud lorsque les étudiants et les travailleurs ont lancé une nouvelle vague de résistance contre la soi-disant «réinstallation». La résistance en Afrique du Sud s'est identifiée aux chansons des Strawbs, en particulier  "Part of the Union", "Lay Down" et "New World". Les albums des Strawbs se sont bien vendus et sont devenus très prisés.
Reconnaissant cela, le réalisateur de documentaires sud-africain, Niel van Deventer, a approché le chanteur David Cousins avec l'idée de produire un documentaire sur les Strawbs et l'influence du groupe dans le monde. Niel voulait filmer pendant que de nouvelles chansons étaient enregistrées dans un studio du Cap. David Cousins est venu avec un tas de ses meilleures chansons, le claviériste et producteur Blue Weaver s'est envolé pour le Cap afin de produire les sessions et coécrire certaines des chansons, tandis que John Ford s'est joint afin de collaborer aux chansons à partir d'un studio à New York.
L'album s'appelle The Magic Of It All - 11 nouvelles chansons enregistrées à l'Academy of Sound Engineering du Cap en septembre 2022. L'ingénieur Peter Pearlson a travaillé avec Paul Simon lorsqu'il enregistrait des musiciens sud-africains pour l'album Graceland. Les musiciens sud-africains de cet album incluent Mauritz Lotz, Schalk Joubert, Kevin Gibson, Byron Abrahams, Simangele Mashazi, Marzia Barry et Luna Paige. Cathryn Craig et Nicole Tee ont rejoint les chanteurs du Royaume-Uni.
David Cousins déclare : « L'Academy of Sound Engineering est une école de formation pour les jeunes ingénieurs du son. Nous étions entourés de plusieurs étudiants chaque jour pendant que nous enregistrions, et ils ont participé à l'installation du studio et à l'alignement du bureau. Ils ont beaucoup appris – et moi aussi. C'était magique !
Blue Weaver déclare : « C'était vraiment 'magique' de travailler au Cap, surtout d'avoir de si bons musiciens et un ingénieur qui a rendu mon travail très facile. C'était merveilleux aussi de voir comment les étudiants réagissaient à nos manières d'enregistrer en direct en studio et de répondre à leurs questions. J'ai hâte de voir le documentaire, en particulier les enregistrements vidéo "fly on the wall" qui ont été réalisés pendant les sessions.“
L'album The Magic Of It All sort simultanément sur vinyle, CD et téléchargement par Cherry Red le 14 juillet prochain. Le documentaire "The Magic Of It All" sortira plus tard cette année.

## Formation du groupe sur le nouvel album
https://www.strawbsweb.co.uk/albtrack/magic/magic.asp
- David Cousins : chant, guitare acoustique, dulcimer électrique
- Blue Weaver : piano, orgue, mellotron, accordéon
- John Ford: Chant

Avec : 
- Mauritz Lotz : Guitares acoustique et électrique
- Schalk Joubert : Basse, contrebasse
- Kevin Gibson : Batterie, percussions
- Jonno Sweetman : Batterie sur Slack Jaw Alice et Wiser Now
- Byron Abrahams : Saxophone
- Marzia Barry, Simangele Mashazi, Luna Paige, Cathryn Craig, Nicola Tee : Chœurs

## Historique des formations du groupe depuis les débuts

### Musiciens officiels du groupe
- David Cousins - chant, guitares, mandoline, dulcimer, banjo † (13 juillet 2025)
- Tony Hooper – guitare, chant
- Ron Chesterman – contrebasse † (16 mars 2007)
- Sandy Denny – chant, guitare † (21 avril 1978)
- Rick Wakeman – piano, orgue Hammond, clavecin, clavinet, mellotron
- Lindsay L. Cooper – violoncelle, contrebasse † (19 juin 2001)
- Claire Deniz – violoncelle † (7 décembre 2002)
- David Lambert – guitare acoustique, guitare électrique, chant
- John Ford – basse, guitare acoustique, chant
- Blue Weaver – claviers, accordéon
- Richard Hudson – batterie, sitar, chant
- Chas Cronk – basse, guitare, chant
- John Hawken - claviers
- Rod Coombes – batterie, guitare, chant
- Robert Kirby – claviers, guitare acoustique, arrangements pour cordes
- John Mealing – orgue, piano électrique, piano, synthétiseurs
- Rupert Holmes - clavecin, piano, clavinet
- Tony Fernandez – batterie
- Miller Anderson - guitares, chant
- Brian Willoughby – guitares, chant
- Chris Parren – claviers
- Rod Demick – basse, chant
- Andy Richards – claviers
- Adam Wakeman - claviers
- Oliver Wakeman - claviers
- John Young - claviers
- Joe Partridge - guitare solo
- Dave Bainbridge - claviers

### Musiciens invités
- John Paul Jones - Basse sur le premier album Strawbs
- Nicky Hopkins : Piano sur le premier album
- Richard Wilson : Narration sur le premier album
- Musiciens arabes : Cordes sur Tell Me What You See in Me
- Tony Visconti : Flûte à bec sur Dragonfly et Young Again
- Paul Brett : Guitare solo sur The Vision of The Lady of the Lake
- Bjarne Rostvold : Batterie sur The Vision of The Lady of the Lake
- Trevor Lucas, Anne Collins : Chœurs sur Benedictus
- Robert Kirby : Arrangements sur Heavy Disguise, piano électrique, mellotron, cor français sur Deep Cuts
- Cy Nicklin : Sitar sur All Our Own Work avec Sandy Denny
- Ken Gudmand : Batterie sur All Our Own Work
- Svend Lundvig : Arrangements de cordes sur All Our Own Work
- Claire Deniz : Violoncelle sur Midnight Sun, Starshine/Angel Wine
- John Mealing : Piano, piano électrique, orgue sur Nomadness, piano, piano électrique, clavecin et synthé sur Deep Cuts
- Tommy Eyre : Piano, clavinet, synthétiseur sur Nomadness
- John Lumley-Saville : Synthé sur Nomadness
- Tom Allom : Cymbalum sur Nomadness
- Tony Carr : Congas sur Nomadness
- Jack Emblow : Accordéon sur Nomadness
- Rupert Holmes : Piano, clavecin, clavinet sur Deep Cuts
- Rod Demick : Chant, chœurs, basse sur Ringing Down the Years
- Cathy Lesurf : Chant sur Ringing Down the Years
- Jo Partridge : Guitare électrique, mandoline sur Heartbreak Hill
- Miller Anderson : Guitare et chœurs sur Heartbreak Hill
- Mary Hopkin : Chant sur Blue Angel
- Maddy Prior : Chant sur Blue Angel
- Rick Kemp : Chant sur Blue Angel

## Strawbs

### Albums studio
- 1969 : Strawbs
- 1970 : Dragonfly
- 1971 : From The Witchwood - Avec Rick Wakeman
- 1972 : Grave New World
- 1973 : Bursting at the Seams
- 1973 : Sandy Denny and the Strawbs: All Our Own Work (enregistré en 1967 au Danemark, réédité en 1973)
- 1974 : Hero and Heroine
- 1974 : Ghosts
- 1975 : Nomadness
- 1976 : Deep Cuts
- 1977 : Burning for You
- 1978 : Deadlines
- 1987 : Don't Say Goodbye
- 1991 : Ringing Down the Years
- 1995 : Heartbreak Hill
- 2003 : Blue Angel
- 2004 : Deja Fou
- 2005 : Painted Sky
- 2005 : All Our Own Work (2005) (disque pirate distribué en Espagne et en Russie exclusivement)
- 2008 : The Broken Hearted Bride
- 2009 : Dancing to the Devil's Beat
- 2010 : Sandy Denny and the Strawbs - All Our Own Work The Complete Sessions (album double CD contenant des out-takes et démos, réédité en 2014 en CD)
- 2011 : Hero and Heroine In Ascencia
- 2012 : Deadlines - Réédité en 2019 sous forme d'album double CD 1 DVD
- 2017 : The Ferryman's Curse
- 2021 : Settlement
- 2023 : The Magic Of it All

### Albums démo
- 1969 : Strawberry Sampler Number 1
- 1974 : Preserves Uncanned - (Coffret 4 CD de démos enregistrés avant même leur premier album).

### Albums live
- 1970 : Just a Collection of Antiques and Curios (Avec Rick Wakeman)
- 1993 : Greatest Hits Live
- 1995 : Strawbs in Concert
- 1999 : Concert Classics
- 2000 : The Complete Strawbs
- 2005 : Live at Nearfest
- 2006 : Recollection (Enregistré live en 1970 avec la formation de l'époque)
- 2007 : Strawbs NY '75
- 2008 : Lay Down with the Strawbs (Album Double)

### Compilations
- 1973 : Strawbs and Dave Cousins Japanese Sampler - (Distribué au Japon exclusivement)
- 1973 : Strawbs Japanese Sampler - (Distribué au Japon exclusivement)
- 1974 : By Choice
- 1974 : Early Strawbs (Album double)
- 1977 : Classic Strawbs (Album Double)
- 1978 : The Best of Strawbs (Album Double)
- 1983 : Strawbs : Rock Storia E Musica - (Item Rare Publié en Italie exclusivement)
- 1992 : A Choice Selection of Strawbs
- 1997 : Halcyon Days - (Parution Royaume Uni)
- 1998 : Halcyon Days - (Parution US)
- 2002 : The Collection
- 2002 : Tears and Pavan
- 2003 : 20th Century Masters: The Millennium Collection: The Best of Strawbs
- 2007 : Best Strawbs - (Distribué en Allemagne seulement)
- 2014 : Prognostic - (Compilation réenregistré en studio)
- 2014 : Witchwood The Very Best of

### Coffret
- 2006 : A Taste of Strawbs (Coffret 5 CD)

### Collaborations
- 1966 : Songs of Ireland de Steve Benbow and Strawberry Hills Boys. - Avec David Cousins au banjo, Denny Wright à la guitare, Jack Fallon à la basse, Steve Benbow à la guitare et au chant et les Strawberry Hills Boys : David Cousins, Tony Hooper et Ron Chesterman au chant. Label Monitor MFS LP MFS 447
- 1973 : The Six Wives of Henry VIII de Rick Wakeman - David Cousins au banjo électrique, Chas Cronk à la basse et Dave Lambert à la guitare sur Catherine Howard.
- 1980 : On Through the Night de Def Leppard - David Cousins narration sur When the Walls Came Tumblin' Down.
- 2005 : A Yorkshire Christmas par The Watersons - David Cousins a produit l'album enregistré en 1980.
- 2006 : The Witchwood Project Artistes Variés - Sampler incluant une chanson inédite des Strawberry Hills Boys, The Happiest Boy In Town ainsi que des chansons des Strawbs, Cousins & Conrad, Cousins & Wakeman, etc.

### VHS et DVD
- Grave New World (1973)
- Greatest Hits Live (1992)
- The Strawbs - Classic Rock Legends (2001)
- Complete Strawbs: The Chiswick House Concert (2002)
- Strawbs Live in Tokyo '75 / Grave New World - The Video (2003)
- Strawbs - Lay Down with the Strawbs (2008)

## Acoustic Strawbs

### Acoustic Strawbs
- 2001 : Baroque and Roll
- 2005 : Full Bloom (album live)
- 2005 : Painted Sky (album live)

### DVD
- Acoustic Strawbs Live at Hugh's Room, Toronto (2004)
- Acoustic Strawbs 2009 Live at Hampton Court Palace (2009)

## Dave Cousins
- 1972 : Two Weeks Last Summer (avec Dave Lambert, Miller Anderson, Rick Wakeman, Roger Glover, Jon Hiseman, etc. )
- 1980 : Old School Songs (avec Brian Willoughby)
- 1984 : The Bridge (avec Brian Willoughby)
- 2005 : High Seas (avec Conny Conrad)
- 2007 : The Boy in the Sailor Suit
- 2008 : Secret Paths
- 2008 : Duochrome (avec Ian Cutler)
- 2009 : Moving Pictures

## Dave Cousins & Rick Wakeman
- 2002 : Hummingbird
- 2005 : Wakeman and Cousins Live 1988
- 2010 : Strawbs 40TH Anniversary Celebration : VOL 2: Rick Wakeman and Dave Cousins (CD/DVD album live)

## Hudson/Ford

### Albums studio
- 1973 : Nickelodeon - Avec Rick Wakeman, Gerry Conway, Mickey Keen, Chris Parren, etc.
- 1974 : Free Spirit - Chris Parren, Ken Laws, Mickey Keen, etc.
- 1975 : Worlds Collide - John Mealing, Ken Laws, Dick Morrissey, Chris Parren, etc.
- 1977 : Daylight - Dave Markee, Chris Parren, Ian Bairnson, Graeme Prescott, Chris Mercer, etc.

### Compilations
- 1977 : Repertoire
- 2017 : The A&M Albums

## Chas Cronk
- 2002 : Mystic Mountain Music
- 2022 : Liberty - Avec Dave Lambert

## Dave Lambert
- 1979 : Framed - Avec John Entwistle, Leland Sklar, Denny Seiwell, Robbie Buchanan, Tom Hensley, etc.
- 2004 : Work In Progress - Avec Dave Cousins, Robert Kirby, Tom Hensley, John Entwistle, Leland Sklar, etc.
- 2007 : Touch the Earth - Avec Chas Cronk, Nick Magnus, Andy Richards, Ian Mosley, Tony Fernandez